# 百尺河镇
百尺河镇，是中华人民共和国山東省潍坊市诸城市下辖的一个乡镇级行政单位。

## 行政区划
百尺河镇下辖以下地区：
百尺河村、西百尺河村、东水泊村、小水泊村、中水泊村、西水泊村、东屯村、西屯村、前桃园村、后桃园村、后于家庄村、栾家庄村、清济庵村、大于家庄西村、大于家庄东村、北管家庄子村、东程家庄子村、管家河套村、树行村、邱家河套村、刘家河套村、庄家河套村、丁家岭子村、大楼子村、小楼子村、小仁河前村、小仁河东村、小仁河后村、唐家洼村、王家大村、天清湾村、东崔家庄村、郇家村、史家庄子村、张戈庄村、管家朱村、邱家朱村、仲家村、王家朱村、西鹿家庄村、刘家村、东谢家庄村、高家朱村、大顺河村、岳沟村、丰台岭村、石门亭村、后大村、中大村、前大村、东李家庄子村、吴家庄子村、前盆渠村、后盆渠村、东盆渠村、西盆渠村、逄家庄子村、市泊子村、星石沟村、夹河庄村、小腾家庄村、大腾家庄村、大仁和东村、大仁和西村、邱庄村、郑庄村、团结村、东埠口村、车家庄村、范家屯村、龙池子村、张家兰子村、窝乐子村、郎家庄村、东龙泉村、西龙泉村、小龙泉村、东魏家庄村和东鹿家庄村。

## 人口
2010年中国第六次人口普查时，百尺河镇共有人口42913人。共有家庭13176户，平均每户3.24人。14岁以下的少年儿童共7137人，占总人口16.63%；15-64岁人口共30237人，占总人口70.46%；65岁及以上的老年人共5539人，占总人口的12.90%。男性共计21659人，占总人口50.47%；女性共计21254，占总人口49.52%。本地居住的人口中，拥有本地户籍的人口为40825人，占95.13%。